# Editorial Clío
Editorial Clío, Libros y Videos, S.A. de C.V. (con nombres comerciales Clío y Clio TV), es una empresa editorial y de producción audiovisual mexicana con sede en la Ciudad de México. Nació en el año 1991 por iniciativa de Emilio Azcárraga Milmo y Enrique Krauze como un proyecto orientado a la difusión del pasado y presente de México que, en su nombre mismo, rinde homenaje a la musa de la Historia.
Concebida originalmente como editorial, desde el año 1998 inició la producción de documentales que han sido transmitidos en televisión abierta en la cadena Televisa en las series México, Siglo XX, México, Nuevo Siglo, Clío TV Presenta y Hazaña, el deporte vive.
Desde el año 1998, Clío ha producido más de 300 documentales, llegando a 500 mil personas semanalmente a través de sus transmisiones de televisión.

## Historia
A principio de los años ochenta, viajando por Inglaterra, Enrique Krauze quedó impresionado por los programas documentales que producía la BBC, un nicho que en la televisión abierta de México se encontraba vacío. Con esa idea en mente, en septiembre de 1991 -por iniciativa conjunta de Krauze y Emilio Azcárraga Milmo- se fundó Clío. Su objeto primero fue publicar (con aportaciones de historiadores reconocidos) los libros ilustrados de las series históricas producidas por Ernesto Alonso y Fausto Zerón-Medina para Televisa: El Vuelo del Águila y La Antorcha Encendida. 
A partir de entonces, Clío sacó a la venta, con precios muy accesibles, cerca de 150 títulos que se vendían en quioscos de periódicos y librerías, entre otros Madero vivo, La Cristiada, la vida de Joaquín Pardavé, una Historia de la Colonia Hipódromo, la Crónica de la Guerra de 1847 (coescrita por José Emilio Pacheco), una historia de los indígenas chiapanecos (en edición bilingüe de Jan de Vos), además de las obras completas de Daniel Cosío Villegas, Francisco I. Madero y Luis González y González.
En abril de 1998, Clío produjo su primer documental de la serie México, siglo XX. El director de Televisa, Emilio Azcárraga Jean, aceptó que el tema de arranque fuera Díaz Ordaz y el Movimiento Estudiantil del '68, transmitiéndose las dramáticas imágenes de la Masacre de Tlatelolco por primera vez en la televisión mexicana. Siguieron Los Sexenios y otras series de diversos temas. En total, Clío ha transmitido más de 350 documentales.
Acerca de la difusión de la historia a través del género documental, Krauze ha escrito: "La difusión de la historia es vista con suspicacia y desdén por un sector de la Academia. Es un error. En la historia hay espacio para todos: los autores de libros; los ensayistas que reflexionan sobre el sentido del pasado; los profesores que trasmiten el conocimiento; los difusores que ponen ese conocimiento al alcance del público. Cada campo tiene su ciencia y su arte. El reto del documental histórico es tocar la razón y la emoción del espectador".

## Premios y nominaciones

### Premios Pantalla de Cristal[4]
| Año  | Categoría                                    | Documental                                                         | Crédito                                                                 | Resultado |
| ---- | -------------------------------------------- | ------------------------------------------------------------------ | ----------------------------------------------------------------------- | --------- |
| 2002 | Mejor edición                                | La pasión de José Vasconcelos                                      | Álvaro Vázquez y Guillermo Cruz                                         | Ganador   |
| 2002 | Mejor guion                                  | La pasión de José Vasconcelos                                      | Lucía Beltrán                                                           | Ganador   |
| 2002 | Mejor postproducción                         | Popocatépetl, el volcán que escucha                                | Raúl Martínez y Marco Hernández                                         | Ganador   |
| 2002 | Mejor documental                             | La pasión de José Vasconcelos                                      |                                                                         | Nominado  |
| 2002 | Mejor dirección                              | Popocatépetl, el volcán que escucha                                | Diego Sedano                                                            | Nominado  |
| 2002 | Mejor realización de audio                   | Popocatépetl, el volcán que escucha                                | Gerardo Quiroz y Eduardo Ramírez                                        | Nominado  |
| 2004 | Mejor postproducción                         | La metamorfosis condenada, el arte mexicano de los 80s (1983-1988) | Raúl Martínez y Juan José Flores                                        | Ganador   |
| 2004 | Mejor documental                             | La utopía tabasqueña de Tomás Garrido Canabal                      |                                                                         | Nominado  |
| 2004 | Mejor guion                                  | Radiografía del cacique mexicano                                   | José Manuel Pintado y Eduardo Herrera                                   | Nominado  |
| 2004 | Mejor investigación                          | La metamorfosis condenada, el arte mexicano de los 80s (1983-1988) | Greco Sotelo y José Manuel Pintado                                      | Nominado  |
| 2005 | Mejor animación                              | Ni princesa ni esclava: La condición de la mujer                   | Pedro "Zulu" González                                                   | Ganador   |
| 2005 | Premio especial por divulgación científica   | Una mirada al infinito II: La vida                                 |                                                                         | Ganador   |
| 2005 | Mejor documental                             | Ni princesa ni esclava: La condición de la mujer                   |                                                                         | Nominado  |
| 2005 | Mejor director                               | Ni princesa ni esclava: La condición de la mujer                   | Paulina del Paso                                                        | Nominado  |
| 2005 | Mejor postproducción                         | Ni princesa ni esclava: La condición de la mujer                   | Yibrán Asuad y Paulina del Paso; Efectos: Pedro "Zulu" González         | Nominado  |
| 2005 | Mejor pintado y retoque                      | Ni princesa ni esclava: La condición de la mujer                   | Pedro "Zulu" González                                                   | Nominado  |
| 2005 | Mejor investigación                          | La paz sin fronteras: El México de Isidro Fabela                   | Olga Cáceres                                                            | Nominado  |
| 2005 | Mejor guion                                  | Una mirada al infinito II: La vida                                 | Lucía Beltrán                                                           | Nominado  |
| 2005 | Mejor postproducción                         | Una mirada al infinito II: La vida                                 | Kenji Ikenaga                                                           | Nominado  |
| 2005 | Mejores efectos                              | Una mirada al infinito II: La vida                                 | Kenji Ikenaga                                                           | Nominado  |
| 2006 | Mención especial por documental periodístico | Diarios de Bagdad                                                  | Kenji Ikenaga                                                           | Ganador   |
| 2006 | Mejor musicalización                         | Diarios de Bagdad                                                  | Rodrigo Barberá                                                         | Nominado  |
| 2010 | Mejor documental                             | Hidalgo, frenesí de libertad                                       |                                                                         | Ganador   |
| 2010 | Mejores valores de producción en pantalla    | Hidalgo, frenesí de libertad                                       | Viviana Motta                                                           | Ganador   |
| 2010 | Mejor edición                                | Hidalgo, frenesí de libertad                                       | Pablo Galileo Gómez                                                     | Ganador   |
| 2010 | Mejor postproducción                         | Hidalgo, frenesí de libertad                                       | Óxido                                                                   | Ganador   |
| 2010 | Mejores efectos                              | Hidalgo, frenesí de libertad                                       | Óxido                                                                   | Ganador   |
| 2010 | Mejor investigación                          | Hidalgo, frenesí de libertad                                       | Javier Lara Bayón                                                       | Nominado  |
| 2010 | Mejor director                               | Hidalgo, frenesí de libertad                                       | Carlos Armella y David Romay                                            | Nominado  |
| 2010 | Mejor guion                                  | Hidalgo, frenesí de libertad                                       | Carlos Armella y David Romay                                            | Nominado  |
| 2010 | Mejor color, pintado y retoque               | Hidalgo, frenesí de libertad                                       | Óxido                                                                   | Nominado  |
| 2010 | Mejor diseño de audio                        | Hidalgo, frenesí de libertad                                       | Carlos Zamorano                                                         | Nominado  |
| 2010 | Mejor musicalización                         | Hidalgo, frenesí de libertad                                       | Carlos Zamorano                                                         | Nominado  |
| 2011 | Mejor narración                              | La Conquista                                                       | Daniel Giménez Cacho                                                    | Ganador   |
| 2011 | Mejor investigación documental               | La Conquista                                                       | Andrea Martínez Baracs y Cristopher Domínguez Michael                   | Nominado  |
| 2011 | Mejor diseño musical                         | La Conquista                                                       | Mario Lavista                                                           | Nominado  |
| 2012 | Mejor documental                             | 5 de mayo: Gloria de México                                        |                                                                         | Nominado  |
| 2012 | Mejor director                               | 5 de mayo: Gloria de México                                        | Juan Prieto                                                             | Nominado  |
| 2012 | Mejor guion                                  | 5 de mayo: Gloria de México                                        | Greco Sotelo                                                            | Nominado  |
| 2012 | Mejor edición                                | 5 de mayo: Gloria de México                                        | Juan Prieto                                                             | Nominado  |
| 2012 | Mejor postproducción                         | 5 de mayo: Gloria de México                                        | Marco A. Hernández                                                      | Nominado  |
| 2012 | Mejor animación                              | 5 de mayo: Gloria de México                                        | Fabiola Mayón y Loedi Sánchez                                           | Nominado  |
| 2012 | Mejor musicalización                         | 5 de mayo: Gloria de México                                        | Gerardo Quiroz / Music & Images                                         | Nominado  |
| 2012 | Mejor narrador                               | 5 de mayo: Gloria de México                                        | Jesús Ochoa                                                             | Nominado  |
| 2014 | Mejor investigación                          | Veracruz 1914. La heroica defensa                                  | Greco Sotelo                                                            | Ganador   |
| 2014 | Mejor guion                                  | Vida y obra de Octavio Paz                                         | Greco Sotelo                                                            | Nominado  |
| 2014 | Mejor postproducción                         | Zacatecas 1914. La batalla que decidió la guerra                   |                                                                         | Nominado  |
| 2014 | Mejor color, pintado y retoque               | Zacatecas 1914. La batalla que decidió la guerra                   |                                                                         | Nominado  |
| 2014 | Mejor dirección de arte                      | Zacatecas 1914. La batalla que decidió la guerra                   |                                                                         | Nominado  |
| 2014 | Mejor valor iconográfico                     | Zacatecas 1914. La batalla que decidió la guerra                   | Carlos de Jesús Lara Núñez                                              | Nominado  |
| 2015 | Mejor investigación                          | Porfirio Díaz, el centenario                                       | Greco Sotelo                                                            | Ganador   |
| 2015 | Mejor valor iconográfico                     | Porfirio Díaz, el centenario                                       | Blanca Azalia Rosas, Carlos de Jesús Lara Núñez y Genoveva Corro Millán | Ganador   |
| 2015 | Mejor documental                             | Porfirio Díaz, el centenario                                       |                                                                         | Nominado  |
| 2015 | Mejor director                               | Porfirio Díaz, el centenario                                       | Juan Prieto                                                             | Nominado  |
| 2015 | Mejores valores de producción en pantalla    | Porfirio Díaz, el centenario                                       | Viviana Motta                                                           | Nominado  |
| 2015 | Mejor guion                                  | Porfirio Díaz, el centenario                                       | Greco Sotelo                                                            | Nominado  |
| 2015 | Mejor edición                                | Porfirio Díaz, el centenario                                       | Alejandro Gerber Bicecci                                                | Nominado  |
| 2015 | Mejor postproducción                         | Porfirio Díaz, el centenario                                       | Ramsés Alonso, Daniel González, Daniel Ruiz                             | Nominado  |
| 2015 | Mejores efectos visuales                     | Porfirio Díaz, el centenario                                       | Fabiola Mayón, Loedi Sánchez, Laura Merodio                             | Nominado  |
| 2015 | Mejor banda sonora                           | Porfirio Díaz, el centenario                                       |                                                                         | Nominado  |
| 2017 | Mejor guion                                  | Generaciones de la cultura mexicana (1950-2000)                    | Verónica Gerber Bicecci y Guillermo Espinosa                            | Nominado  |
| 2017 | Mejor investigación                          | Generaciones de la cultura mexicana (1950-2000)                    | Verónica Gerber Bicecci y Guillermo Espinosa                            | Nominado  |
| 2017 | Mejor valor iconográfico                     | Generaciones de la cultura mexicana (1950-2000)                    | Genoveva Corro Millán                                                   | Nominado  |
| 2017 | Mejor investigación                          | Jaime Torres Bodet. Hombre público, poeta secreto                  | Greco Sotelo                                                            | Nominado  |